# ШОСО „Вожд” Београд
Школа за основно и средње образовање „Вожд” (скраћено ШОСО „Вожд”) налази се у општини Вождовац, Београд. Смештена је на спрату зграде Завода за васпитање деце и омладине у Булевару ослобођења број 219. „Вожд” је школа која је специјализована за рад са децом која су поремећена у друштвеном понашању, са којима се настава одвија по специјалном плану и програму.

## Историјат
Почетак рада школе датира још из 60-их година 20. века када је настала као истурено одељење Основне школе „Гаврило Принцип” из Земуна, а све то у оквиру Дома „Васа Стајић”. Настава се изводила по скраћеном плану и програму предвиђеном за образовање одраслих где су ученици имали могућност да у року једне школске године заврше два разреда. У Дому је постојала и школа ученика у привреди, тако да су свршени основци изучавали један од заната, а професионалну праксу обављали у земунским фабрикама „Телеоптик”, „Змај” и „Икарус”. Наставу су, осим страног језика и предмета вештина, изводили искључиво специјални педагози.
Почетком 80-их мења се овај концепт, када је укинута Школа ученика у привреди, а у наставу се уводе наставници предметне наставе. Следи се план и програм редовних основних школа, без ограничења у календарском узрасту имајући у виду велику едукативну заосталост ученика која је увек била у комбинацију са другим проблемима између којих је била доминантна и васпитна запуштеност. Као приоритет у ресоцијализацији ове категорије деце се постављала потреба да се она за време боравка у установи професионално припреме и оспособе за самосталан живот.
Од 20. маја 1997. године, решењем Министарства просвете, одобрен је за примену наставни план и програм по огледном принципу за ученике са поремећајем понашања. Школа је тада и кренула са радом. Одмах по оснивању школе, показала се потреба за увођењем и средње школе, што је и остварено.

## О школи
Ученици основне школе похађају наставу у једној, а ученици средње у другој смени. Школа има 7 учионица и 3 радионице у којима се обавља практична настава. Посебан акценат ставља се на практичну наставу. Настава се одвија у оделењима од по осам до дванаест ученика.
Поред основне школе, настава у средњој школи подразумева образовање и стручно оспособљавање ученика за следеће образовне профиле: женски фризер аутолимар, кроз трогодишње образовање, као и припремач намирница и шивач текстила, кроз двогодишње образовање.
Школа сарађује са другим сличним школама у Србији и иностранству, као и са редовним школама у крају, општини и граду.